# Tampa Bay Rowdies (2008)

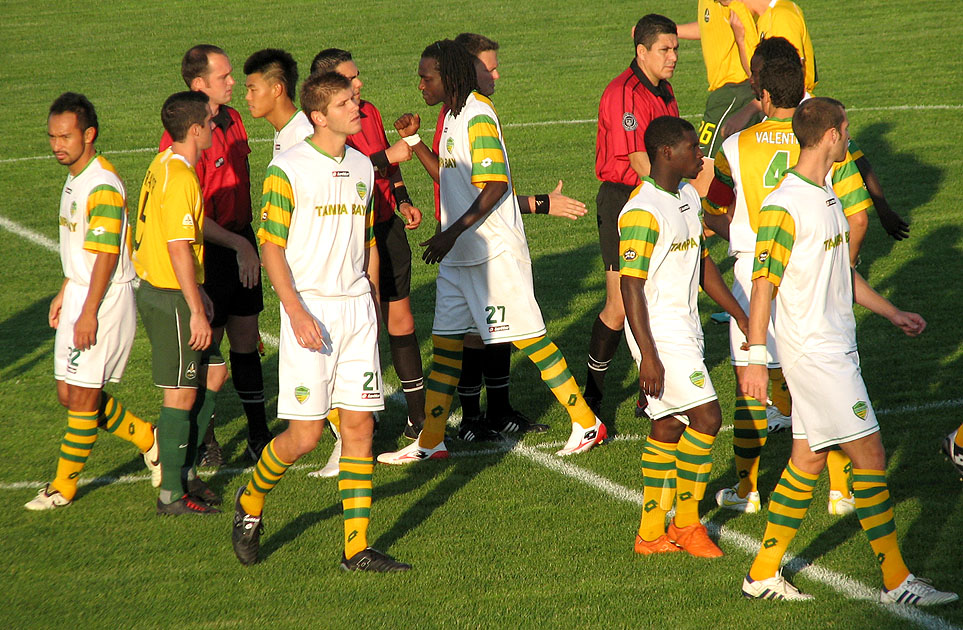
Tampa Bay en un partido en St. Louis en 2010.

El Tampa Bay Rowdies es un equipo de fútbol de los Estados Unidos que milita en la USL Championship, la segunda liga de fútbol más importante del país tras haber estado desde 2011 hasta 2016 en la extinta NASL.

## Historia
Fue refundado el 18 de junio de 2008 en la ciudad de Tampa, Florida, aunque su primera temporada en la NASL la tuvieron hasta el año 2010, aunque por motivos de permisos, en sus dos primera temporadas jugaron bajo el nombre de FC Tampa Bay hasta diciembre del 2011 cuando obtuvieron los derechos del nombre Rowdies, en homenaje al club que militó en la NASL. El club usa los colores y el uniforme del equipo original de la NASL.
El club ganó el título de la NASL en la temporada 2012, siendo su primer logro importante en su historia.

## Jugadores

### Números retirados
- 6:  Mike Connell, (1975-1984)
- 12:  Perry Van der Beck, (1978-82, 1984, 1991-93)

## Entrenadores
- Paul Dalglish (2009-2010)
- Perry Van der Beck (2 partidos en 2010)
- Ricky Hill (2011-2014)[7]
- Thomas Rongen (2014-2018)
- Neill Collins (2018-2023)
- Stuart Dobson (2023, interino)
- Nicky Law (2023)
- Robbie Neilson (2024-2025)
- Steve Coleman (2025, interino)
- Dominic Casciato (2025-Act.)

### Logros individuales
North American Soccer League (MVP)
- 2013:  Georgi Hristov

North American Soccer League Coach of the Year Award
- 2012:  Ricky Hill

North American Soccer League Team of the Year
- 2011:  Pascal Millien,  Mike Ambersley
- 2012:  Jeff Attinella,  Takuya Yamada,  Luke Mulholland
- 2013:  Luke Mulholland,  Georgi Hristov

## Palmarés

### NASL primera época
- North American Soccer League: 1975
- Premier de Temporada Regular NASL: 1976
- Campeonatos de Conferencia (3):
  - Conferencia Atlántico: 1976
  - Conferencia Americana (2): 1978, 1979
- Campeonatos de Division (5):
  - División Este: 1975, 1976, 1978, 1979, 1980

#### Fútbolindoor
- NASL Indoor Soccer (2): 1976, 1979-80
- NASL Grand Prix: 1983
- Conferencia Americana Indoor (1): 1981-82

### NASL segunda época
- NASL: 1

2012
- Copa Ponce de León: 2

2011, 2012
- Derby de Florida: 4

2010, 2011, 2012, 2013
- Premio al Juego Limpio: 3

2011, 2012, 2014